# Кастрас
Кастрас (ісп. Castraz) — муніципалітет в Іспанії, у складі автономної спільноти Кастилія-і-Леон, у провінції Саламанка. Населення — 51 особа (2010).
Муніципалітет розташований на відстані близько 220 км на захід від Мадрида, 65 км на південний захід від Саламанки.
На території муніципалітету розташовані такі населені пункти: (дані про населення за 2010 рік)
- Кастрас: 46 осіб
- Куарто-де-Донья-Марія-Луїса: 0 осіб
- Педраса-де-Єльтес: 0 осіб
- Сепульведа: 5 осіб

## Демографія
Динаміка населення (INE ):

## Зовнішні посилання
- Провінційна рада Саламанки: індекс муніципалітетів [Архівовано 23 квітня 2009 у Wayback Machine.]
- Посилання на Google Maps